# Olga Berluti
Olga Berluti, née Squeri, est une créatrice de costumes italienne née à Bedonia le 12 juillet 1939 en Émilie-Romagne (Italie).

## Biographie
Olga Berluti fait partie des personnalités importantes de la maison Berluti, où elle arrive en février 1959 directement en provenance de son village natal d'Émilie-Romagne, après avoir passé une partie de son enfance dans un couvent. Elle est directrice artistique de la ligne Berluti Art depuis le 1er septembre 2011. Elle fut directrice artistique de Berluti de 1961 à 2011.

## Filmographie partielle
- 1984 : La Femme publique d'Andrzej Żuławski
- 1985 : Harem d'Arthur Joffé
- 1985 : Le Thé au harem d'Archimède de Mehdi Charef
- 1986 : Cours privé de Pierre Granier-Deferre
- 1987 : Noyade interdite de Pierre Granier-Deferre
- 1987 : Les Deux Crocodiles de Joël Séria
- 1987 : Les mois d'avril sont meurtriers de Laurent Heynemann
- 1987 : De guerre lasse de Robert Enrico
- 1988 : Mangeclous de Moshé Mizrahi
- 1988 : Quelques jours avec moi de Claude Sautet
- 1989 : Mes nuits sont plus belles que vos jours d'Andrzej Żuławski
- 1990 : La Fête des pères de Joy Fleury
- 1994 : Farinelli de Gérard Corbiau
- 1997 : Marquise de Véra Belmont

## Récompenses et distinctions
- Chevalier de la Légion d'honneur par décret du 31 décembre 2012[5]

### Récompenses
- César du cinéma 1986 : César des meilleurs costumes pour Harem
- David di Donatello 1995 :David di Donatello du meilleur créateur de costumes pour Farinelli

### Nominations
- César du cinéma 1988 : César des meilleurs costumes pour De guerre lasse
- César du cinéma 1995 : César des meilleurs costumes pour Farinelli